# Сламино
Сла́мино (болг. Сламино) — село в Ямбольській області Болгарії. Входить до складу общини Тунджа.

## Населення
За даними перепису населення 2011 року у селі проживали 186 осіб.
Національний склад населення села:
| Національність   | Кількість осіб | Відсоток |
| ---------------- | -------------- | -------- |
| болгари          | 179            | 96,8%    |
| цигани           | 4              | 2,2%     |
| турки            | 0              | 0%       |
| Всього відповіли | 185            |          |

Розподіл населення за віком у 2011 році:
Динаміка населення: